# 2015年のオールスターゲーム (日本プロ野球)
2015年のオールスターゲームは、2015年7月に行われた日本プロ野球のオールスターゲーム。

## 概要
2008年から引き続きマツダの特別協賛を受け、「マツダオールスターゲーム2015」として開催される。本年も2試合での開催となる。

## 日程
- 第1戦　7月17日　東京ドーム（2007年第1戦以来8年ぶり8回目） 19時00分開始[1]
- 第2戦　7月18日　MAZDA Zoom-Zoomスタジアム広島（2009年第2戦以来6年ぶり2回目） 18時30分開始

本年度は2試合ともセ・リーグホーム扱い、一塁側（パ・リーグは三塁側・ビジター扱い）。全試合セ・リーグのホーム扱いとなるのは1995年（第1戦：横浜、第2戦：広島）以来20年ぶりとなる。
第2戦は雨天予備日として7月19日（14時00分開始。両日とも雨天中止の場合打ち切り）を予定していた。

## アトラクション
- 2試合共通
  - ホームランダービー　両リーグの選抜2名ずつによるトーナメント方式。出場者は各試合ごとに定めるが、第2試合については、7月3日8日にファン投票（条件として今大会出場し、かつ、2015年7月2日までに7ホームラン以上、または2014年度15ホームラン以上を打っている選手に限定。得票数同数多数の場合は2015年7月2日時点でのホームラン数の多い選手を上位とみなす）を行う。
  - 参加12チームマスコットによるパフォーマンス（第1戦はチームヴィーナス（読売ジャイアンツ・マスコットガール）、第2戦はホームランガール（広島東洋カープ・マスコットガール）が応援で参加[3]）
  - グリーンベースボールプロジェクト・アオダモ植樹式
- 第1試合のみ
  - 国歌斉唱　水口聡（テノール歌手）
  - 始球式 読売ジャイアンツ・ジュニアチーム
  - スペシャルライブ（歌謡&トークショー）　Mr.King vs Mr.Prince（「テレビ朝日・六本木ヒルズ 夏祭り SUMMER STATION 2015」応援サポーター）
  - 野球殿堂表彰式（開始前）　出席：古田敦也、林和男（故人のため遺族が代理出演）。なお村山龍平については第97回全国高等学校野球選手権大会の期間中に別途表彰した。
- 第2試合のみ
  - 国歌斉唱　水田わさび（声優、テレビアニメ『ドラえもん』ドラえもん役。自身は大の広島東洋カープファン）
  - 開会宣言　長州力（プロレスラー、国歌独唱を担当する水田同様、大の広島東洋カープファン）
  - 始球式 広島東洋カープ・ジュニアチーム
  - キャッチボールクラシック
  - ドリームキッズチャレンジ（作文コンクール「将来の夢に向けてチャレンジしていること」に入賞した小学生9人を招待）

## 出場者
| セントラル・リーグ | セントラル・リーグ | セントラル・リーグ | セントラル・リーグ |
| ------------------ | ------------------ | ------------------ | ------------------ |
| 監督               | 原辰徳             | 巨人               |                    |
| コーチ             | 和田豊             | 阪神               |                    |
| コーチ             | 緒方孝市           | 広島               |                    |
| 先発投手           | 黒田博樹※          | 広島               | 5                  |
| 中継投手           | 山口鉄也           | 巨人               | 5                  |
| 抑え投手           | 山﨑康晃           | DeNA               | 初                 |
| 投手               | 菅野智之           | 巨人               | 3                  |
| 投手               | 高木勇人           | 巨人               | 初                 |
| 投手               | 藤浪晋太郎         | 阪神               | 3                  |
| 投手               | 呉昇桓             | 阪神               | 初                 |
| 投手               | 前田健太           | 広島               | 5                  |
| 投手               | 大野雄大           | 中日               | 2                  |
| 投手               | 田中健二朗         | DeNA               | 初                 |
| 投手               | バーネット         | ヤクルト           | 2                  |
| 捕手               | 會澤翼             | 広島               | 初                 |
| 捕手               | 阿部慎之助※        | 巨人               | 12                 |
| 捕手               | 中村悠平           | ヤクルト           | 2                  |
| 一塁手             | 新井貴浩           | 広島               | 6                  |
| 一塁手             | ロペス※            | DeNA               | 初                 |
| 二塁手             | 菊池涼介※          | 広島               | 2                  |
| 三塁手             | 川端慎吾※          | ヤクルト           | 初                 |
| 遊撃手             | 鳥谷敬※            | 阪神               | 6                  |
| 内野手             | 田中広輔           | 広島               | 初                 |
| 内野手             | ルナ               | 中日               | 2(1)               |
| 内野手             | 山田哲人           | ヤクルト           | 2                  |
| 外野手             | 筒香嘉智※          | DeNA               | 初                 |
| 外野手             | 丸佳浩             | 広島               | 3                  |
| 外野手             | 梶谷隆幸※          | DeNA               | 初                 |
| 外野手             | 雄平※              | ヤクルト           | 2                  |
| 外野手             | 鈴木尚広           | 巨人               | 初                 |
| 外野手             | 平田良介           | 中日               | 初                 |

| パシフィック・リーグ | パシフィック・リーグ | パシフィック・リーグ | パシフィック・リーグ |
| -------------------- | -------------------- | -------------------- | -------------------- |
| 監督                 | 工藤公康             | ソフトバンク         |                      |
| コーチ               | 森脇浩司             | オリックス           |                      |
| コーチ               | 福良淳一             | オリックス           |                      |
| コーチ               | 栗山英樹             | 日本ハム             |                      |
| 先発投手             | 大谷翔平※            | 日本ハム             | 3                    |
| 中継投手             | バリオス             | ソフトバンク         | 初                   |
| 抑え投手             | 松井裕樹             | 楽天                 | 初                   |
| 投手                 | 武田翔太             | ソフトバンク         | 初                   |
| 投手                 | 西勇輝               | オリックス           | 3                    |
| 投手                 | ディクソン           | オリックス           | 初                   |
| 投手                 | 宮西尚生             | 日本ハム             | 初                   |
| 投手                 | 吉川光夫             | 日本ハム             | 3                    |
| 投手                 | 涌井秀章             | ロッテ               | 5                    |
| 投手                 | 増田達至             | 西武                 | 初                   |
| 投手                 | 十亀剣               | 西武                 | 初                   |
| 投手                 | 髙橋朋己             | 西武                 | 初                   |
| 投手                 | 森唯斗▲              | ソフトバンク         | 初                   |
| 捕手                 | 嶋基宏※              | 楽天                 | 7                    |
| 捕手                 | 炭谷銀仁朗           | 西武                 | 2                    |
| 一塁手               | 中田翔※              | 日本ハム             | 5                    |
| 二塁手               | 浅村栄斗※            | 西武                 | 3                    |
| 三塁手               | 中村剛也※            | 西武                 | 7(1)                 |
| 遊撃手               | 今宮健太※            | ソフトバンク         | 2                    |
| 内野手               | 松田宣浩             | ソフトバンク         | 5(1)                 |
| 内野手               | 中島卓也             | 日本ハム             | 初                   |
| 内野手               | クルーズ             | ロッテ               | 初                   |
| 外野手               | 柳田悠岐※            | ソフトバンク         | 2                    |
| 外野手               | 秋山翔吾※            | 西武                 | 初                   |
| 外野手               | 糸井嘉男             | オリックス           | 7                    |
| 外野手               | 清田育宏※            | ロッテ               | 初                   |
| 外野手               | 角中勝也             | ロッテ               | 2                    |
| 外野手               | 松井稼頭央           | 楽天                 | 9                    |
| 指名打者             | 森友哉※              | 西武                 | 初                   |

- 太字はファン投票による出場、※印は選手間投票による出場、▲は出場辞退選手発生による補充選手、他は監督推薦による出場。
- 数字は出場回数。カッコ内数字は上記回数中故障のため不出場の回数。

1. ↑  右肩関節周囲炎のため、出場辞退。補充選手として森唯を選出。

1. ↑  成績不振のため6月2日に監督を辞任。監督代行の福良がコーチとなる。

なお、辞退選手は野球協約86条により球宴終了後の後半戦開始から10試合、選手登録が出来ない。

## 試合結果
| 試合  | 日付    | ビジター球団（先攻） | スコア | ホーム球団（後攻） | MVP        | 開催球場                      |
| ----- | ------- | -------------------- | ------ | ------------------ | ---------- | ----------------------------- |
| 第1戦 | 7月17日 | パ・リーグ           | 6 - 8  | セ・リーグ         | 藤浪晋太郎 | 東京ドーム                    |
| 第2戦 | 7月18日 | パ・リーグ           | 3 - 8  | セ・リーグ         | 會澤翼     | MAZDA Zoom-Zoomスタジアム広島 |

### 第1戦

#### スコア
|              | 1 | 2 | 3 | 4 | 5 | 6 | 7 | 8 | 9 | R | H  | E |
| ------------ | - | - | - | - | - | - | - | - | - | - | -- | - |
| パシフィック | 0 | 0 | 4 | 0 | 0 | 0 | 0 | 0 | 2 | 6 | 7  | 1 |
| セントラル   | 0 | 1 | 1 | 0 | 2 | 3 | 0 | 1 | X | 8 | 16 | 0 |

1. パ：大谷、西、●涌井、森（唯）、宮西、松井（裕）- 嶋、炭谷
2. セ：菅野、○藤浪、高木、山口、山崎 - 中村悠、會澤
3. 勝利：藤浪
4. 敗戦：涌井
5. 本塁打
パ：清田1号（3ラン・菅野）
セ：阿部1号（ソロ・涌井）
6. 審判
［球審］小林和
［塁審］栁田・西本・飯塚
［外審］東・木内
7. 観客動員数：45,012人 試合時間：2時間47分

#### オーダー
| パシフィック | パシフィック | パシフィック |
| 打順         | 守備         | 選手         |
| ------------ | ------------ | ------------ |
| 1            | [中]         | 秋山翔吾     |
| 2            | [右]         | 清田育宏     |
| 3            | [指]         | 森友哉       |
| 4            | [三]         | 中村剛也     |
| 5            | [一]         | 中田翔       |
| 6            | [二]         | 浅村栄斗     |
| 7            | [左]         | 角中勝也     |
| 8            | [遊]         | 今宮健太     |
| 9            | [捕]         | 嶋基宏       |
|              | [投]         | 大谷翔平     |

| セントラル | セントラル | セントラル |
| 打順       | 守備       | 選手       |
| ---------- | ---------- | ---------- |
| 1          | [中]       | 梶谷隆幸   |
| 2          | [遊]       | 鳥谷敬     |
| 3          | [二]       | 山田哲人   |
| 4          | [左]       | 筒香嘉智   |
| 5          | [指]       | 阿部慎之助 |
| 6          | [一]       | ロペス     |
| 7          | [右]       | 平田良介   |
| 8          | [三]       | 川端慎吾   |
| 9          | [捕]       | 中村悠平   |
|            | [投]       | 菅野智之   |

#### 表彰選手
MVP

- 藤浪晋太郎（阪神）
3イニングを無安打無四球に抑える。投手のMVPは2013年第1戦の澤村拓一（巨人）以来2年ぶり。阪神の投手によるMVP受賞は1971年第1戦での江夏豊（9者連続奪三振）以来44年ぶり。

敢闘選手賞
- 阿部慎之助（巨人）
6回に決勝点となる勝ち越しソロ本塁打を放つ。
- ホセ・ロペス（DeNA）
先制点となるタイムリーを含む2安打1打点。
- 清田育宏（ロッテ）
3回に一時は勝ち越しとなる3ラン本塁打を放つ。

### 第2戦

#### スコア
|              | 1 | 2 | 3 | 4 | 5 | 6 | 7 | 8 | 9 | R | H  | E |
| ------------ | - | - | - | - | - | - | - | - | - | - | -- | - |
| パシフィック | 0 | 0 | 0 | 0 | 1 | 2 | 0 | 0 | 0 | 3 | 9  | 2 |
| セントラル   | 0 | 0 | 1 | 3 | 3 | 0 | 0 | 1 | 0 | 8 | 11 | 0 |

1. パ：吉川、●ディクソン 、十亀、増田、武田、高橋 - 炭谷、嶋
2. セ：黒田、○前田、田中（健）、大野、バーネット、呉昇恒 - 會澤、中村悠
3. 勝利：前田
4. 敗戦：ディクソン
5. 本塁打
パ：秋山1号（ソロ・田中（健）)、森（友）1号（2ラン・大野）
セ：會澤1号（ソロ・ディクソン）、平田1号（ソロ・高橋）
6. 審判
［球審］木内
［塁審］東・飯塚・西本
［外審］栁田・小林和
7. 観客動員数：30,641人 試合時間：2時間30分

#### オーダー
| パシフィック | パシフィック | パシフィック |
| 打順         | 守備         | 選手         |
| ------------ | ------------ | ------------ |
| 1            | [左]         | 秋山翔吾     |
| 2            | [二]         | クルーズ     |
| 3            | [中]         | 柳田悠岐     |
| 4            | [一]         | 中田翔       |
| 5            | [三]         | 中村剛也     |
| 6            | [指]         | 糸井嘉男     |
| 7            | [右]         | 松井稼頭央   |
| 8            | [遊]         | 中島卓也     |
| 9            | [捕]         | 炭谷銀仁朗   |
|              | [投]         | 吉川光夫     |

| セントラル | セントラル | セントラル |
| 打順       | 守備       | 選手       |
| ---------- | ---------- | ---------- |
| 1          | [左]       | 丸佳浩     |
| 2          | [二]       | 菊池涼介   |
| 3          | [三]       | ルナ       |
| 4          | [指]       | 筒香嘉智   |
| 5          | [一]       | 新井貴浩   |
| 6          | [中]       | 梶谷隆幸   |
| 7          | [右]       | 雄平       |
| 8          | [遊]       | 田中広輔   |
| 9          | [捕]       | 會澤翼     |
|            | [投]       | 黒田博樹   |

#### 表彰選手
MVP
- 會澤翼（広島）
3回にディクソンから先制ソロ本塁打を放つ。広島の選手のMVP受賞は前年第1戦のブラッド・エルドレッドに続いて2年連続。また、広島の捕手としてのMVP受賞は史上初（捕手としてのMVPは2010年第1戦での阿部慎之助（巨人）以来5年ぶり）。

敢闘選手賞
- 新井貴浩（広島）
- 梶谷隆幸（DeNA）
- 森友哉（西武）
1987年第3戦での清原和博（当時・西武）以来28年ぶり史上2人目となる10代選手によるオールスターでの本塁打を放つ[4]。

Be a driver.賞
- 田中広輔（広島）
広島の選手によるマツダ賞受賞は2009年の赤松真人以来6年ぶり。

## テレビ中継
- 第1・2戦ともテレビ朝日制作による全国中継を実施。（第2戦は広島ホームテレビ制作協力。CS放送は2試合ともテレ朝チャンネル2にて録画放送）
- 前年のオールスターでリレー中継を行わなかったことから批判が殺到したため、BS朝日によるリレー中継を行うこととなった。なお第2戦は所定の延長時間（21:24）を前に試合が終了したため、地上波での放送は21:10で終了。その後のBS朝日でのリレー放送は表彰式のニアライブ放送、並びに試合ハイライトのみだった。（第1戦は試合終盤の箇所は生中継し、残りはMr.King vs Mr.Princeによるミニライブの録画中継、および試合ハイライトであった）

- 第1戦 - テレビ朝日（EX）≪テレビ朝日系列≫、BS朝日でホームランダービーを生中継。
  - 放送時間:19:00 - 21:48（延長なし）
    - BS朝日:21:46 - 試合終了

  - 実況・清水俊輔、解説・古田敦也・前田智徳
  - 特設放送席:実況・大西洋平、解説・稲葉篤紀
  - レポーター・三上大樹（両サイド兼務）
  - テレビ朝日本社（テレビ朝日・六本木ヒルズ 夏祭り SUMMER STATION 2015会場）・弘中綾香、Mr.King vs Mr.Prince
  - テレビ朝日が東京ドームでのオールスターの中継を担当するのは2002年第1戦以来13年ぶりだが、当時はパ・リーグのホーム扱い（主管球団は日本ハム[5]）だったため、セ・リーグのホーム扱い（主管球団は巨人[6]）としての中継は今回が初めてである。
なお、本来巨人戦中継を担当する日本テレビは同年4月3日から金曜日の19時台は『笑神様は突然に…』[7][8]がローカルセールス枠に移行したことや[9]、『金曜ロードSHOW!・時をかける少女』の放送都合上[10]の理由（日本テレビはスタジオジブリ・スタジオ地図[11]作品の放映権を所有）に加え、2011年以降放映権がNPB主導による広告代理店経由での放映権獲得でテレビ朝日系列優先（3戦開催時は1試合フジテレビが獲得）となったことにより、今回の中継を見送った格好となった。
- 第2戦 - テレビ朝日（EX）≪テレビ朝日系列、広島ホームテレビ（HOME）制作協力≫、BS朝日でホームランダービーを生中継。
  - 実況・清水俊輔、解説・古田敦也・稲葉篤紀
  - 特設放送席:実況・三上大樹、解説・前田智徳、ゲスト・中居正広（SMAP）
  - レポーター・大西洋平（両サイド兼務）
  - テレビ朝日本社(テレビ朝日・六本木ヒルズ 夏祭り SUMMER STATION 2015会場）・宇佐美佑果、久冨慶子
  - 放送時間:18:30 - 21:14（20分延長）
    - BS朝日:21:22 - 22:24

  - 地上波テレビ朝日では最大で30分延長して放送することができたが、当日は20分間のみの延長となった。このため放送時間が不足しMVPインタビューの音声がハイライトに被さってしまい、そのインタビュー音声が途中でカットされてしまった。この模様はBS朝日で録画放送されたが告知はなく、前年同様非難が集中することとなった。
  - 広島ホームテレビが広島主管（旧広島市民球場時代を含めて）のオールスターの中継を担当するのは民放3局時代[12]の1974年第3戦に日本テレビ主管制作で同系列向けを中継（広島テレビは自社主管制作でフジテレビ系向けを放送）して以来41年ぶりだが、1975年10月にフルネット化してからは制作主管のテレビ朝日共々初めての出来事である。
なお、前回マツダスタジアムで開催（2009年第2戦）したときはTBSテレビ（RCC制作協力）が担当している。

## ラジオ中継
- 第1戦
  - TBSラジオ≪JRN…HBC・CBC・MBS・RKB他≫
実況・戸崎貴広、解説・槙原寛己、藪恵壹、レポーター・椎野茂（セ・リーグサイド）、清原正博（パ・リーグサイド）
  - ニッポン放送（LF）≪NRN…STV・TBC・SF・ABC・RCC・KBC他≫
実況・松本秀夫、解説・江本孟紀、レポーター・胡口和雄（セ・リーグサイド）、宮田統樹（パ・リーグサイド）、師岡正雄（球場周辺）
    - ニッポン放送本社スタジオ[13]…パーソナリティ・山田透、ゲスト・野村弘樹

  - 文化放送（QR）≪関東広域圏ローカル≫
実況・斉藤一美、解説・東尾修、石井貴、レポーター・槇嶋範彦（セ・リーグサイド）、高橋将市（パ・リーグサイド）

※代表インタビュー：椎野茂（TBS、セ・リーグ担当）、飯塚治（QR、パ・リーグ担当）
- 第2戦
  - RCCラジオ≪NRN…QR・STV・SF・ABC・KBC他≫
実況・一柳信行、解説・高橋建、レポーター・石田充（両サイド兼任）
    - 文化放送本社スタジオ[14]…パーソナリティ・斉藤一美（QR）、ゲスト・松沼雅之

  - JRN系列への裏送り≪JRN…HBC・CBC・RKBのみ。制作：RCC。TBSは放送なし≫
実況・石橋真（RCC）、解説・安仁屋宗八、レポーター・長谷川努（RCC、両サイド兼任）
  - ニッポン放送（LF）≪MBSとの2局ネット≫
実況・煙山光紀、解説・田尾安志、レポーター・師岡正雄（セ・リーグサイド）、井上雅雄（MBS、パ・リーグサイド）

※代表インタビュー：宮脇靖知（HTV、セ・リーグ担当）、北野剛寛（FK、パ・リーグ担当）
なお、第2戦が7月19日の予備日に順延した場合、ABCでの放送はNRN向けからJRN向けへ変更される予定が発表されていたが、RCC自社がどちらを放送するかについては発表されていなかった。